# Irlanda en los Juegos Paralímpicos de Pekín 2008
Irlanda estuvo representada en los Juegos Paralímpicos de Pekín 2008 por un total de 47 deportistas, 34 hombres y 13 mujeres.

## Medallistas
El equipo paralímpico irlandés obtuvo las siguientes medallas:
| Nombre           | Deporte   | Evento                   |
| ---------------- | --------- | ------------------------ |
| Oro              |           |                          |
| Jason Smyth      | Atletismo | 100 m T13 masculino      |
| Jason Smyth      | Atletismo | 200 m T13 masculino      |
| Michael McKillop | Atletismo | 800 m T37 masculino      |
| Plata            |           |                          |
| Darragh McDonald | Natación  | 400 m libre S6 masculino |
| Bronce           |           |                          |
| Gabriel Shelly   | Bochas    | Individual BC1 mixto     |